# 神木隊

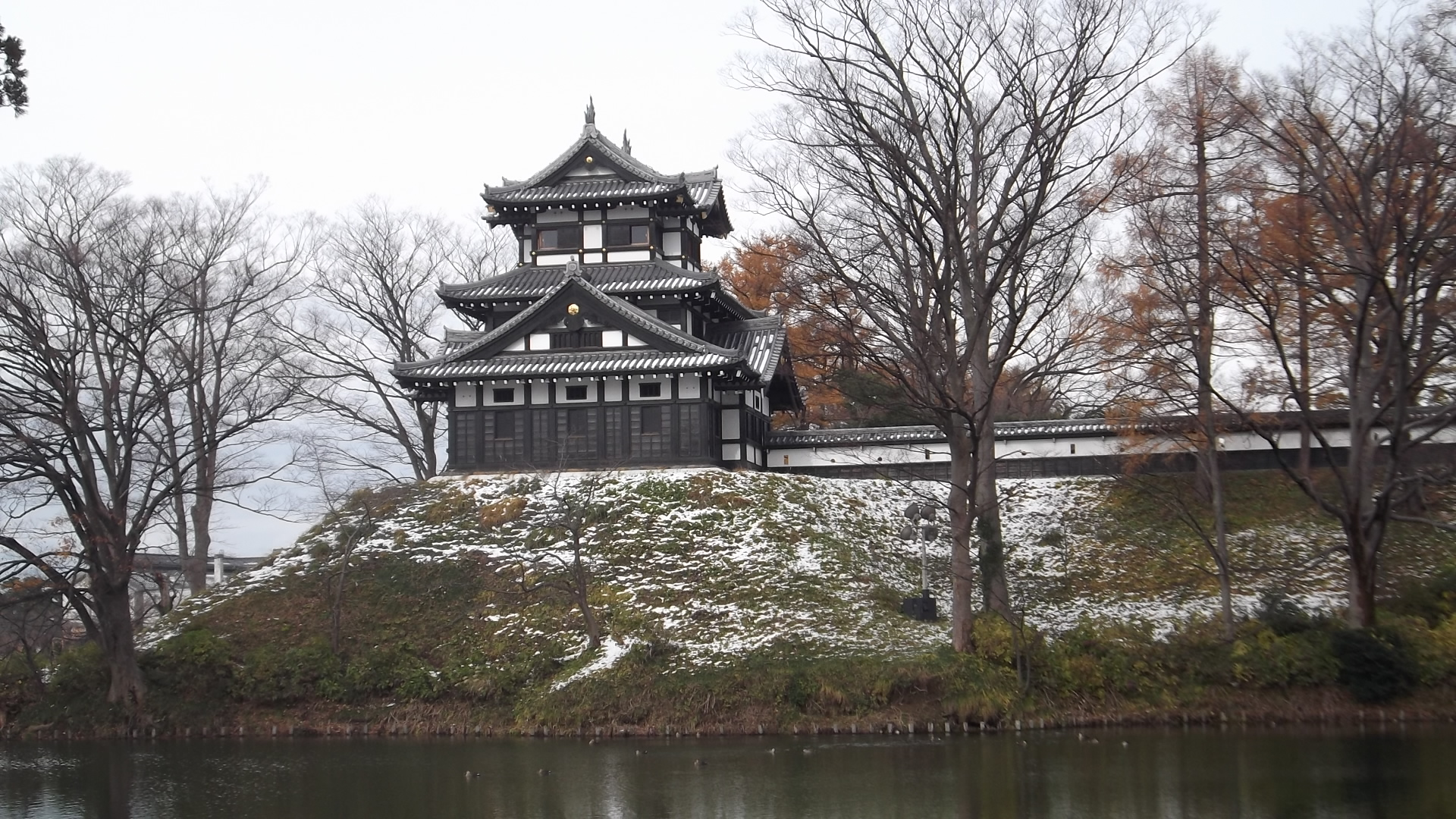
越後高田城三重櫓（新潟県上越市）

神木隊（しんぼくたい）は戊辰戦争の際に高田藩抗戦派が組織した部隊。隊の名は主家の榊原家の「榊」の字を分けたものとされる。

## 概要

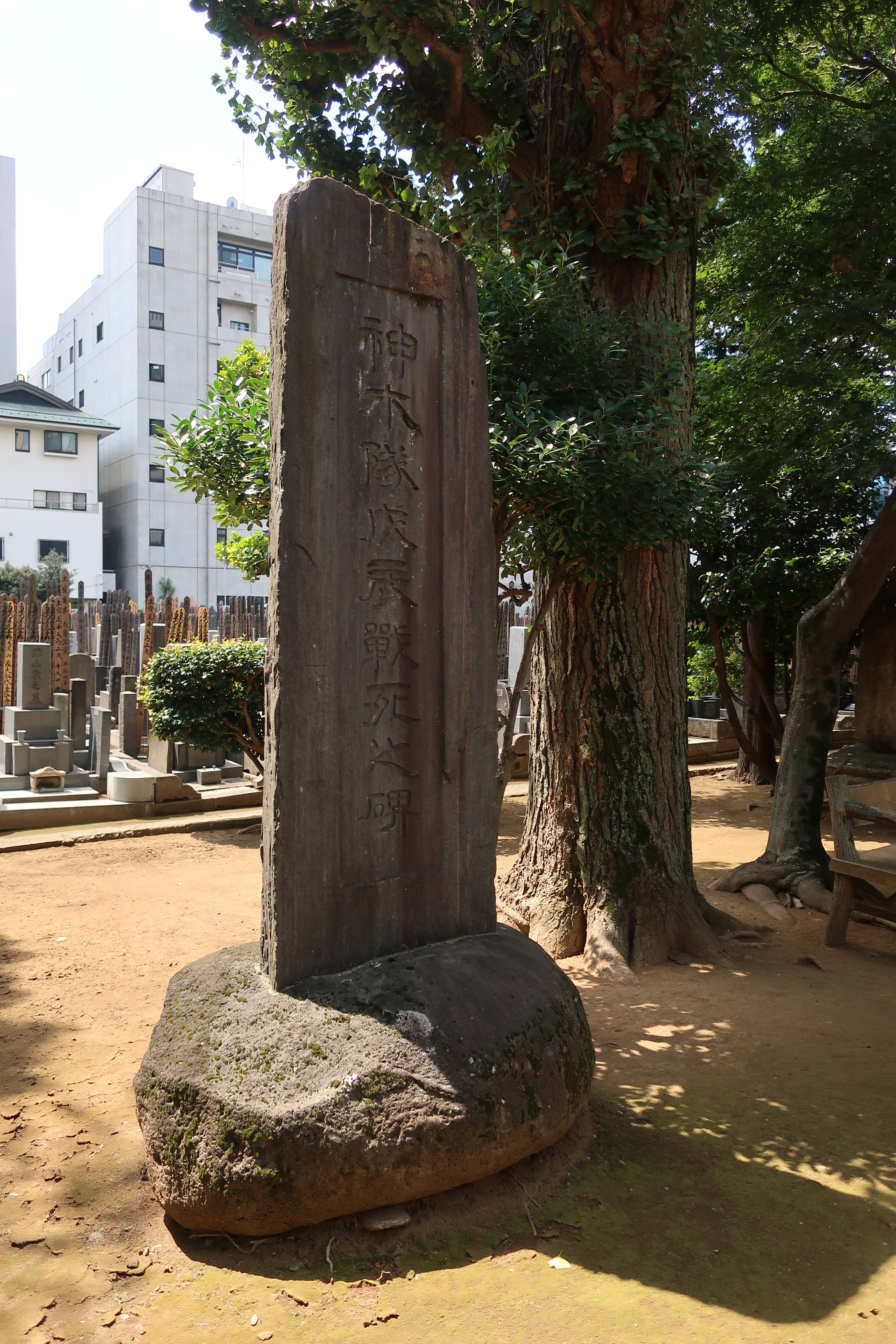
神木隊戊辰戦死之碑

高田藩の江戸詰藩士・酒井良佐、渡辺千之助らが同志を募り、脱藩した高田藩士によって江戸で結成され、彰義隊に合流し上野戦争において新政府軍との戦いに敗れた。
その後、宮古湾海戦に参加、さらに箱館戦争に参加し、明治2年（1869年）に降伏した。
隊長の酒井良佐のほか、後に人気浮世絵師・楊洲周延となる橋本直義（橋本作太郎）も加わっていた。
東京都豊島区南池袋の本立寺の境内に「神木隊戊辰戦死之碑」がある。石碑には上野や箱館戦争で戦死した隊士の名と建設者の名が刻まれている。

## 参考図書
- 『上越市史叢書5 史料集・高田の家臣団』、上越市、平成12年（2000年）
- 上越市史編さん委員会 編『上越市史』通史編 近世二、上越市、平成16年（2004年）
- 鈴木浩平「楊洲周延と神木隊について 手記「夢もの語」に記された箱館戦争での記録」（『浮世絵芸術』第157号、 国際浮世絵学会、平成21年（2009年））
- 高田市史編集委員会 編『高田市史』第1巻、高田市役所 1958年